# نينتندو دي أس
نينتندو دي أس (بالإنجليزية: Nintendo DS أو NDS أو DS باختصار ؛ باليابانية: ニンテンドーDS أو ニンテンドーディーエス) يعد نظام أحد الأنظمة التي خلقت نمطا فريدا وتغييرا جذريا في طريقة اللعب من خلال الألعاب الإلكترونية. فالشاشة المزدوجة التي تتمتع بخاصة التفاعل من خلال اللمس، والاتصال اللاسلكي بين الأجهزة من خلال برامج Picto-Chat الموجودة ضمن النظـام كلها عوامل تسـاعد في إتاحة الفرصة لمستعمل النظام لإجراء الاتصالات وتبادل المعلومات والرسائل والرسوم لاسلكيا.
يتميز هذا النظام المتطور بجملة من المزايا الأساسية أهمها:
- الشاشـة المزدوجة (الثنائية): يتميز الجهاز باحتوائه على شاشتين كريستاليتين تتيحان المجـال لأسلوب قوي جديد متميز من اللعب لم يسـبق ابتكار ما يوازيه.
- خاصية التعامل باللمس مع الشاشـة: يتميز الجهاز بإمكانية التعامل معه واختيار القوائم من شاشته بواسـطة اللمس إما من خلال القلم المرفق أو من خلال الأصابع.
- الاتصال اللاسـلكي المحلي بين أجهزة NDS : يسمح أسـلوب الاتصال اللاسـلكي WiFi * الذي يتمتع به Nintendo DS بالاتصال واللعب الجماعي والتحديات لاسـلكياً من خلال الأجهزة المجاورة أو عبر العالم من خلال الإنترنت.
- المصدح (الميكروفون): يتوفر ضمن نظام Nintendo DS ميكروفون داخلي يمكن المستعمل من التفاعل مع ألعابه المفضلـة.

يعد هذا النظام من نينتندو نظاما فعالا ذو صــور ذات أبعــاد ثلاثية، ويتجـاوز في إمكاناته
الأنمــاط الســابقة لأنظمــة الألعــاب المحمولــة للهــواة من أي فئــة من فئــات العمــر. كذلك فإن نينتنـدو مكنت هذا الجهـاز من تشـغيل جميع ألعـاب Game Boy متيحـة الفرصـة لجميع مقتني ألعـاب غيم بوي من التمتع بلعب نفس الألعـاب على أجهزة NDS.

## النظام
تتيح ميزتا الشاشة الثنائية وأسلوب لمس الشاشة متعـة يمكن من خلالها التفاعل مع الألعاب بشكل لم يسبق له مثيل مسبقا، كذلك فإن إمكانية الاتصال اللاسلكي بين الأجهزة تمنح مقتني الجهاز إمكانية اللعب الجماعي مع أصدقائه والتمتع بالتفاعل من خلال هذه اللعب الجماعي. في حين أن برنامج Picto-Chat الموجود أساسا ضمن الجهاز يتيح إمكانية الرسم والكتابة وإرسال ماتمت كتابته أو رسمه لاسلكياً من جهاز إلى آخر.
الشاشة المزدوجة: إن وجود شاشتين كريستاليتين ضمن نفس الجهاز يشكل سابقة جديدة متقدمة وغير مسبوقة ضمن عالم ألعاب الفيديو. ولك أن تتخيل المزايا فعلى سبيل المثال يمكنك ضمن عالم ألعاب سباق السيارات أن ترى منظور سيارتك على الشاشـة الأولى في حين أنك ترى منظر مضمار السباق كاملاً على الشاشة الأخرى. كما أنه يمكنك اللعب على إحدى الشاشتين والقيام بإرسال رسالة من خلال الشاشة الأخرى وبالإضافة لذلك فرغم أن حجم الشاشة هو 3 انش إلا أنه يمكنك من أن تشاهد من خلالها منظراً كاملاً ذا أبعاد ثلاثية بشكل مثير للغاية يتفوق في الوضوح على الصور التي الإصدار السابق (نينتندو 64).
تقنية التعامل مع قوائم الشاشة من خلال اللمس : توفر الشاشة السفلى للمستعمل ميزة لم توفرها أي من شاشات أجهزة ألعاب الفيديو مسبقا.. ألا وهي تقنية التعامل مع الشاشة من خلال لمسها. وبموجب هذه الميزة يمكنك تجاهل الأزرار والمفاتيح المختلفة كوسيلة وحيدة لتحريك الأشكال أو تغيير المنظور. كما يمكنك من خلالها التجوال بين القوائم والدخول إلى التفاصيل بمجرد اللمس سواء كان ذلك بواسطة القلم المرفق أو بواسطة اصبع اليد. وتتصف هذه الشاشة بالمتانة وتحمل اللمس كما أن قلم التأشير المرفق يقبع ضمن مكان أنيق مخصص له خلف الجهاز.
توصيلة الميكروفون: إن توفر مأخذ للمصدح (الميكروفون) ضمن نظام NDS يعني أنه بإمكان المستعمل أن يصدر التعليمات إلى لعبته عبر الصوت.. ببساطة. فمطوروا الألعاب تمكنوا من ايجاد ألعاب تتجاوب مع التعليمات الصوتية من أولها إلى آخرها. ويمكنك أن تتخيل ببساطة أنه يمكنك ضمن عالم الألعاب المتجاوبة مع الأوامر الصوتية أن تصدر التعليمات إلى أي من الأشكال لتدله على مكان وكيفية التحرك !! كذلك يمكنك تبادل الأحاديث بالصوت مع أصدقائك الذين يحملون نفس الجهاز إضافة إلى أن المستقبل القريب سوف يتيح لك إمكانية التحادث بالصوت من خلال هذا الجهاز مع الآخـرين وعن بعـد عبر الشابكة (الإنترنت).
شبكة اللعب الجماعي اللاسلكية: يتيح نظام NDS إمكانية الاتصال بين مامجموعه 16 لاعباً ضمن شبكة اتصال محلية بالاستفادة من أسلوب الاتصال Wi-Fi. ويصل مدى الاتصال إلى معدل يبدأ من 30 وينتهي بـ 100 قدم بالنسبة لبعض الألعاب. وهذه الميزة تحتاج جزءا اضافيا هو كرت الاتصال الخاص بـ NDS. ولانستبعد إمكانية استيعاب الألعاب القادمة اللاعبين أكثر من العدد الذي ذكرناه مستفيدين من هذه الميزة.
صوت ستيريو ذو نوعية عالية: يتمتع نظـام NDS بنوعية عالية من الصوت توفر مجالاً واسعاً لتطبيقات الصوت وسماع الموسيقى بشتى أشكالها. فالسماعات التي تتمتع بميزة الستيريو تسمح بصوت فراغي حقيقي. كما أن إضافة سماعات الرأس إلى الجهاز يضفي إمكانيـة بث صوت ستيريو حقيقي إلى السامع.. فعلى سبيل المثال يمكنك من خلال الصوت الصادر من الطرف الأيسر من سماعة الرأس أن تنتبه إلى وجود عدو حقيقي يقترب منك (أثناء اللعب بالطبع) أو أن هنالك لغـزاً ما مختفياً في مكان ما بالقرب منك !! وبما أن الصوت هو عامل مهم جداً مؤثر وفعال في ألعاب الفيديو فإن نظام NDS قد أعطى هذا الجانب المهم حقه، و وفر للمسـتعمل إمكانـات عاليـة من الصوت الفراغي ضمن حيز صغيـر.. ألا وهو نظام NDS.
التوافق مع الاصدارات السابقة: يتميز نظام NDS بتوفر مدخل خاص يمكن المستعمل من استعمال ألعاب الإصدار السابق Game Boy Advance. وبالطبع ليس كلعب جماعي. بل كلعب فردي.